# 塞韋林豪斯冰川
78°40′S 85°15′W / 78.667°S 85.250°W

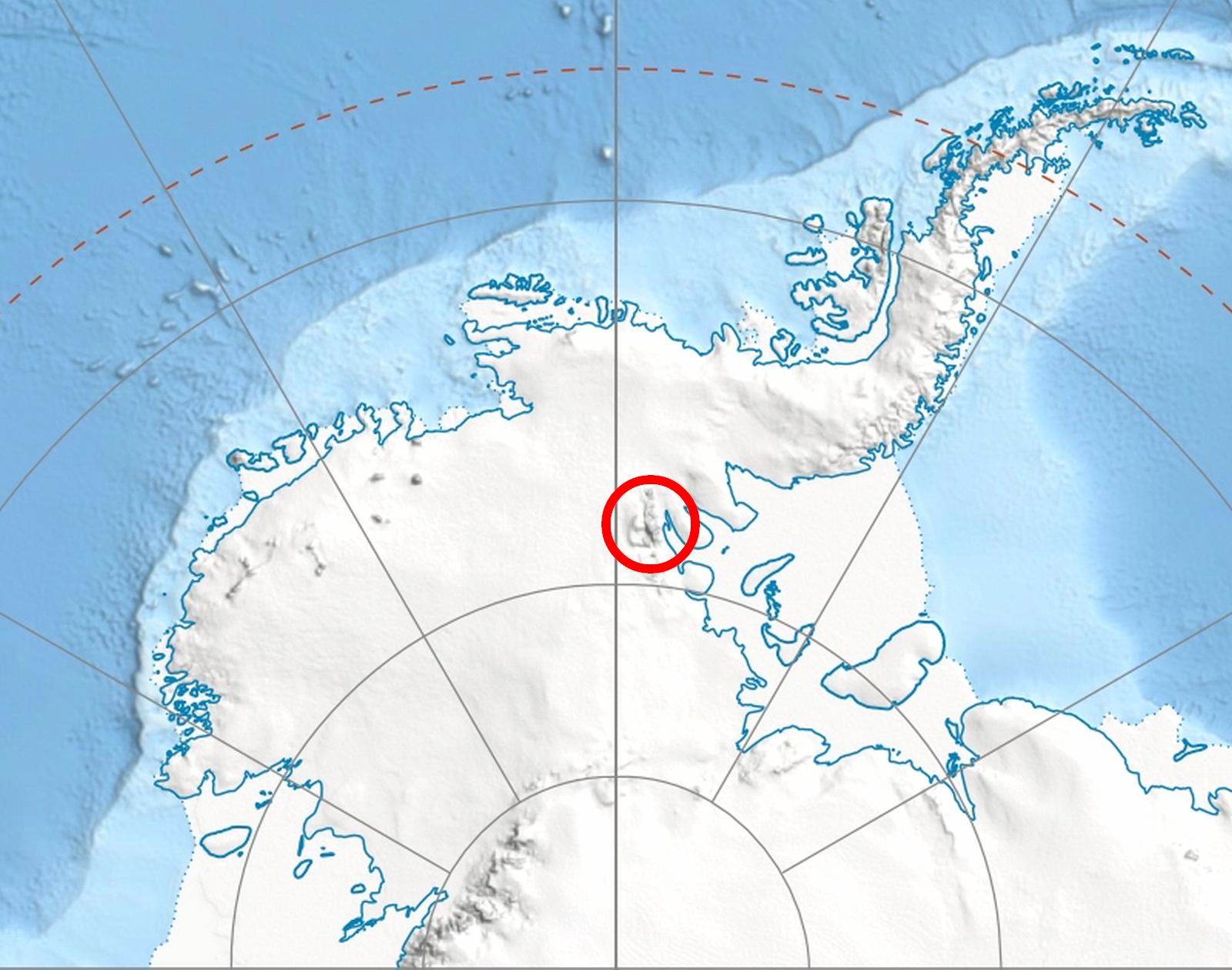

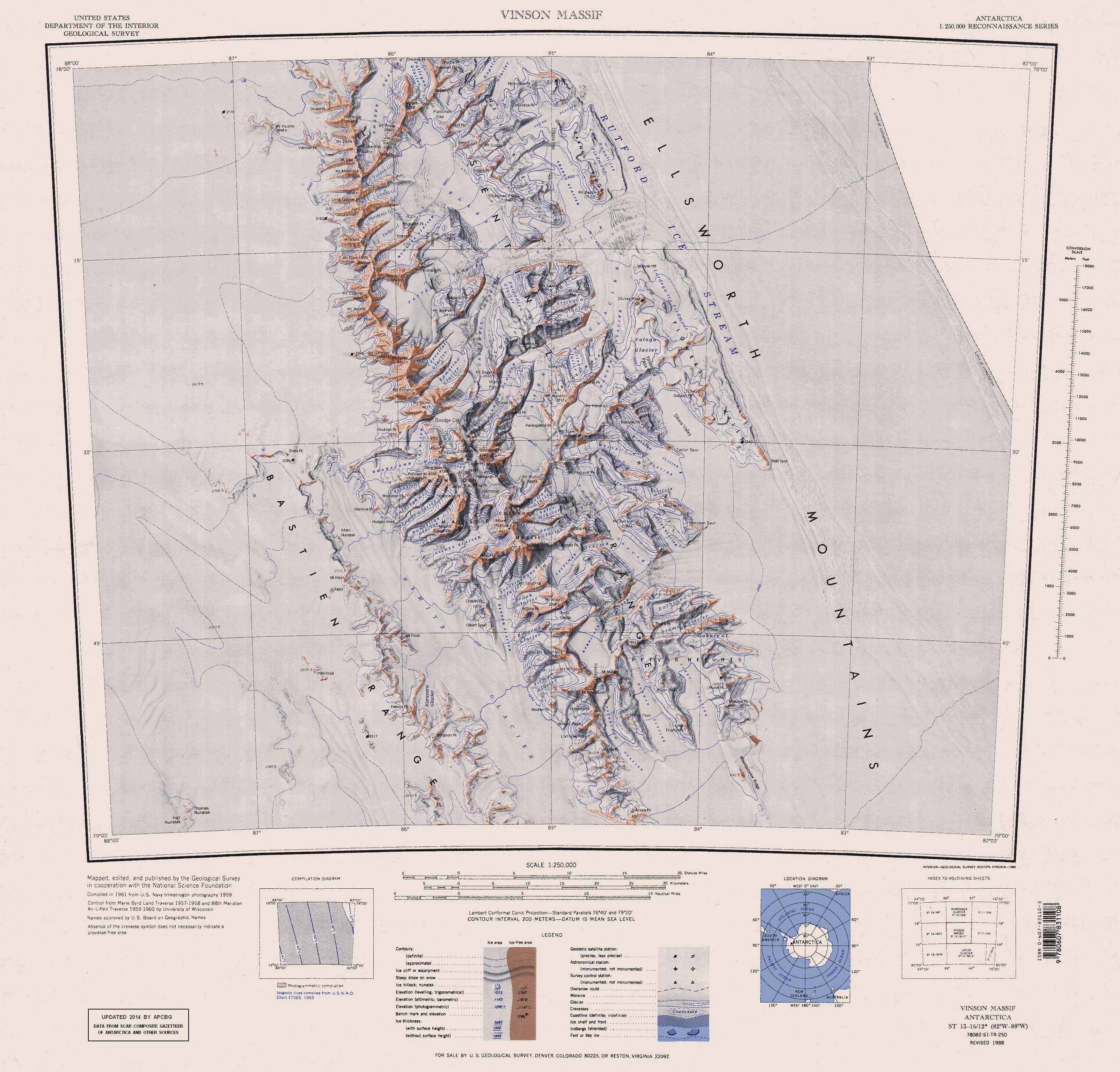

塞韋林豪斯冰川是南極洲的冰川，位於埃爾斯沃思地，處於埃爾斯沃思山脈的森蒂納爾嶺地區，流經斯翠賓山北面和克雷杜克山南面，最終注入本德冰川。

## 外部連結
- SCAR Composite Gazetteer of Antarctica（页面存档备份，存于）.